# Kasmíri légykapó
A kasmíri légykapó (Ficedula subrubra) a madarak (Aves) osztályának verébalakúak (Passeriformes) rendjébe, ezen belül a légykapófélék (Muscicapidae) családjába tartozó faj.

## Rendszerezése
A fajt Ernst Hartert és Friedrich Steinbacher írták le 1934-ben, a Muscicapa nembe Muscicapa parva subrubra néven.
Ez a madárfaj, egyike azoknak, melyeknek az adatait Richard Meinertzhagen, brit ezredes és ornitológus meghamisította, de Pamela Cecile Rasmussen, amerikai ornitológusnő és kutatótársa Prys-Jones helyreállítottak.

## Előfordulása
Pakisztánban és Kasmírban költ, telelni az indiai Nyugati-Ghátok, Bhután, Nepál és Srí Lanka területére vonul. Természetes élőhelyei a mérsékelt övi erdők, szubtrópusi vagy trópusi síkvidéki esőerdők, valamint ültetvények és vidéki kertek.

## Megjelenése
Testhossza 13 centiméter, testtömege 9-12 gramm.  Testalkata nagyon hasonlít a nála valamivel kisebb kis légykapóéra. A hím háti része szürkésbarna színű; torka, begye és testének oldalai narancssárgás-vörösek. A torkot és a begyet fekete sáv határolja. A tojónak és az első teles madárnak barna a háta, míg a hímnél élénk elülső rész, náluk csak rózsaszínes árnyalatú.
|  |

## Életmódja
Kertekben, teaültetvényeken, erdőszéleken és ritkás erdőkben telel át; általában 750 méteres tengerszint fölötti magasságban. Szeptemberben hagyja el a költőterületét, és Srí Lankára, körülbelül októberben érkezik meg. Késő márciusban újra útra indul, de most már fordított irányba. A szigetországban, főleg a Nuwara Eliya nevű város Victoria Parkjában figyelhető meg.
Az éneke rövid, dallamos szvít-ít szvít-ít-dih, míg vészkiáltása éles csáák.

## Szaporodása
A sűrű aljnövényzetű, lombhullató erdőkben költ. Fészkét faodvakba készíti. A tojó 3-5 tojást tojik, melyeket ő maga költ ki.

## Természetvédelmi helyzete
Az elterjedési területe kicsi és erősen széttagolt, egyedszáma 1500-7000 példány közötti és csökken. A Természetvédelmi Világszövetség Vörös listáján sebezhető fajként szerepel. Az élőhelyének elvesztése az erdőirtás és a mezőgazdaság veszélyezteti.

## Fordítás
- Ez a szócikk részben vagy egészben  a   Kashmir flycatcher című angol Wikipédia-szócikk ezen változatának fordításán alapul.  Az eredeti cikk szerkesztőit annak laptörténete sorolja fel. Ez a jelzés csupán a megfogalmazás eredetét és a szerzői jogokat jelzi, nem szolgál a cikkben szereplő információk forrásmegjelöléseként.